# Camponotus kraepelini
Camponotus kraepelini är en myrart som beskrevs av Auguste-Henri Forel 1901. Camponotus kraepelini ingår i släktet hästmyror, och familjen myror. Inga underarter finns listade.